# Прикованият Прометей
„Прикованият Прометей“ е трагедия от Есхил. Част от трилогията за титана Прометей. От останалите две произведения са „Прометей Огненосецът“ и „Освободеният Прометей“. От тях са запазени само оскъдни откъси, недаващи достатъчни сведения за цялостните текстове.
По съдържание „Прикованият Прометей“ може да се отнесе към късните творби на Есхил. Прави впечатление и близостта на тази трагедия с „Евменидите“- и в двете враждуват представители на старите и млади богове, които могат да бъдат разглеждани като „съревнование“ между „старата“ и „нова“ власт. Освен това нападките в „Прикованият Прометей“ на Есхил срещу новите господари на Олимп и тяхната тирания, може би визират събитията от 462 г. пр.н.е., когато радикално-демократическата партия надделява над умерената демокрация.

## Сюжет
Внимание:  Текстът по-долу разкрива сюжета на произведението (или части от него)!
По волята на Зевс, Хефест ковача отвежда Прометей в Скития, за да го прикове, като по този начин си плати за любовта си към хората и за това, че ги е дарил с огън. Хефест не желае да постъпва по този начин, но е принуден от страха. Власт е сурова с Прометей и Хефест я кори за това. Останал сам, Прометей съжалява, че Зевс не го е пратил в пространството под ада, за да не виждат всички мъките му. Не губи надежда обаче, че Зевс ще се промени.
Първи епизод
Когато Зевс взима престола от баща си Кронос, има намерение да изтреби човешкия род, за да създаде нов. Прометей му се противопоставя – дарява хората с огън и надежда, заради което е наказан на скалата. Океан съчувства на Прометей и му предлага помощта си – съветва го да е по-сдържан, за да получи прошката на Зевс, и решава сам да говори с безотговорния цар в опит да го склони да промени присъдата. Прометей обаче вярва, че по този начин Океан ще навреди на себе си.
Втори епизод
Хората са живели до този момент без да осъзнават заобикалящия ги свят, а Прометей ги е дарил със знания. В такъв случай не биха направили нищо срещу волята на цар Зевс.
Трети епизод
Появява се Ио, която също е осъдена на мъки, и странства, без да знае докога. Прогонена е, защото е сънувала, че ще стане жена на Зевс и той ще я избави от моминството. Прометей ѝ казва, че ще странства чак до Босфора, ще премине в Азия. Когато Зевс се ожени, ще му се роди син, който ще му отнеме скиптъра. За да я убеди в правотата на думите си и във факта, че вижда повече от останалите, титанът ѝ разкрива миналото. Според него след няколко поколения Херакъл ще го избави от мъките, а самият той ще произлиза от рода, който Ио ще създаде, когато стигне земите, където ще се спаси от злото на Хера.
Екзод
Само Прометей знае по какъв начин Зевс може да се избави от предсказанието и да не бъде свален от трона. Той обаче презира подмазвачите и никога не би се принизил до тяхното ниво, за да се отърве от мъките. Хермес е изпратен от Зевс да разпита Прометей за предсказанието. Прометей не желае да говори и е заплашен с още страдания. Той обаче е непреклонен, мрази боговете, защото са отвърнали със зло на неговата добрина. Получава ново наказание, което цели у него да се зароди страхопочитание пред върховния бог.